# Portugiesische Volleyballnationalmannschaft der Männer
Die portugiesische Volleyballnationalmannschaft der Männer ist eine Auswahl der besten portugiesischen Spieler, die die Federação Portuguesa de Voleibol bei internationalen Turnieren und Länderspielen repräsentiert.

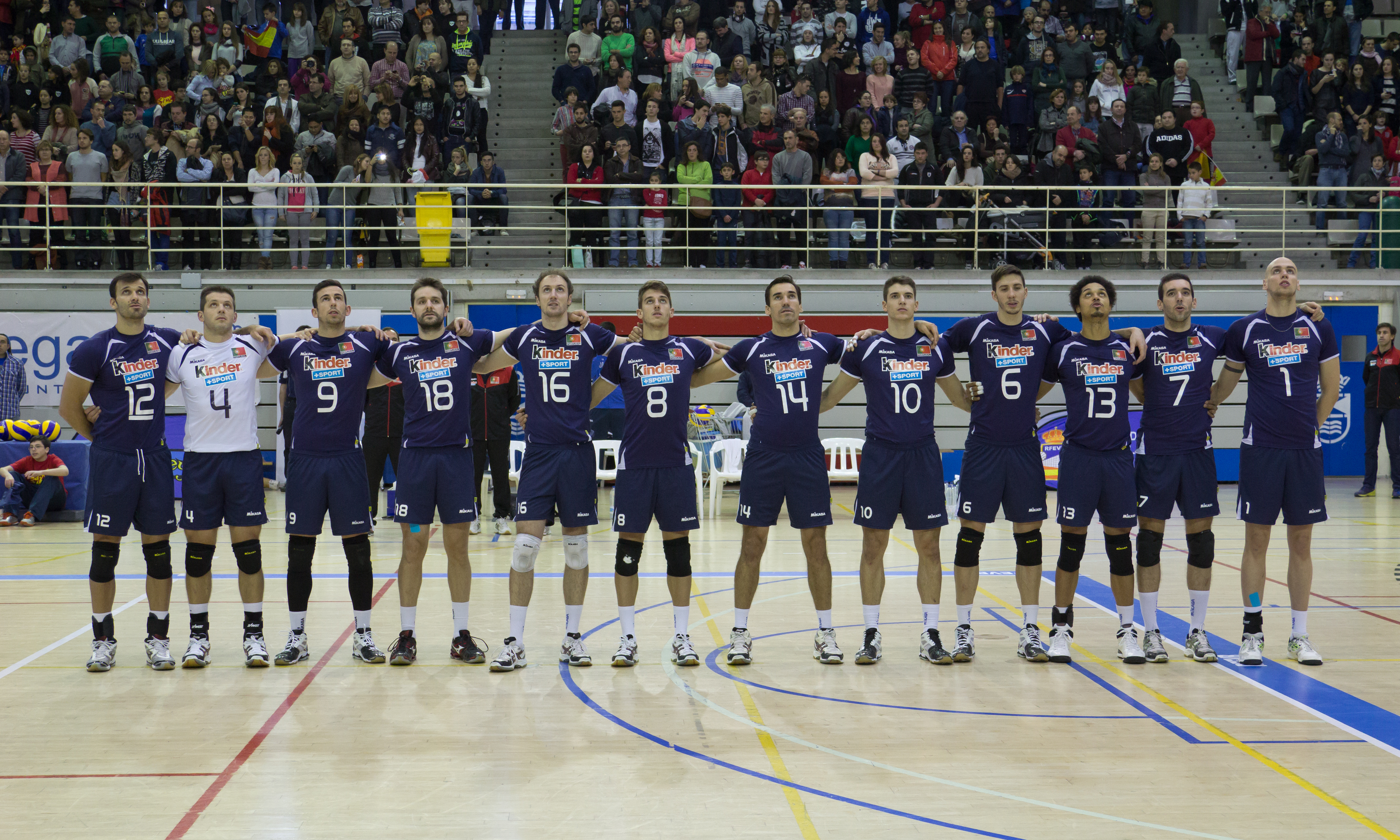
Die portugiesische Herren-Nationalmannschaft (Dezember 2013)

## Geschichte
Nachdem Portugal 1947 Gründungsmitglied des Weltvolleyball-Verbandes FIVB war und erste respektable internationale Auftritte absolviert hatte, unterband das zuständige Ministerium des autoritären Estado Novo-Regimes ab Ende der 1950er Jahre alle weiteren internationalen Teilnahmen des nationalen Volleyballverbandes FPV. Erst in den Jahrzehnten nach der Nelkenrevolution 1974 erhielt Volleyball in Portugal wieder zunehmende Aufmerksamkeit.

### Weltmeisterschaft
Bei der ersten Teilnahme an einer Volleyball-Weltmeisterschaft belegten die Portugiesen 1956 den 15. Platz. Bei der WM 2002 wurden sie Achter.

### Olympische Spiele
Portugal konnte sich bisher nicht für Olympische Spiele qualifizieren.

### Europameisterschaft
Bei der ersten Volleyball-Europameisterschaft schafften die Portugiesen 1948 als Vierter ihr bestes Ergebnis. 1951 wurden sie Siebter. Bei der EM 2005 kamen sie auf den zehnten Rang. Diese Ergebnisse konnten bei späteren Turnierteilnahmen nicht mehr erreicht werden.

### World Cup
Der World Cup fand bisher ohne portugiesische Beteiligung statt.

### Weltliga
1999 spielte Portugal erstmals in der Weltliga und wurde Zehnter. Von 2001 bis 2003 gab es dreimal in Folge den 13. Platz, 2004 waren die Portugiesen wieder Zehnter. Ihr bestes Resultat erreichten sie 2005 als Fünfter. 2006 gab es ein weiteres Mal Rang 13. Von 2011 bis 2017 nahmen die Portugiesen erneut an der Weltliga teil und erzielten durchweg zweistellige Ergebnisse.

### Europaliga
In der Europaliga 2007 unterlagen die Portugiesen als Gastgeber des Final Four erst im Endspiel gegen die Spanische Nationalmannschaft. Bei der Europaliga 2008 schieden sie bereits nach der Vorrunde aus und wurden Achter. 2010 gewannen die Portugiesen dann den Wettbewerb.